# تشارلز بالدوين
تشارلز بالدوين (29 ديسمبر 1864 في المملكة المتحدة - 2 مايو 1947) (بالإنجليزية: Charles Baldwin)‏ هو لاعب كريكت بريطاني (وحمل سابقاً جنسية المملكة المتحدة لبريطانيا العظمى وأيرلندا).

## وصلات خارجية
- تشارلز بالدوين على موقع إي آس بي آن كريك إنفو (الإنجليزية)